# Petrocorii

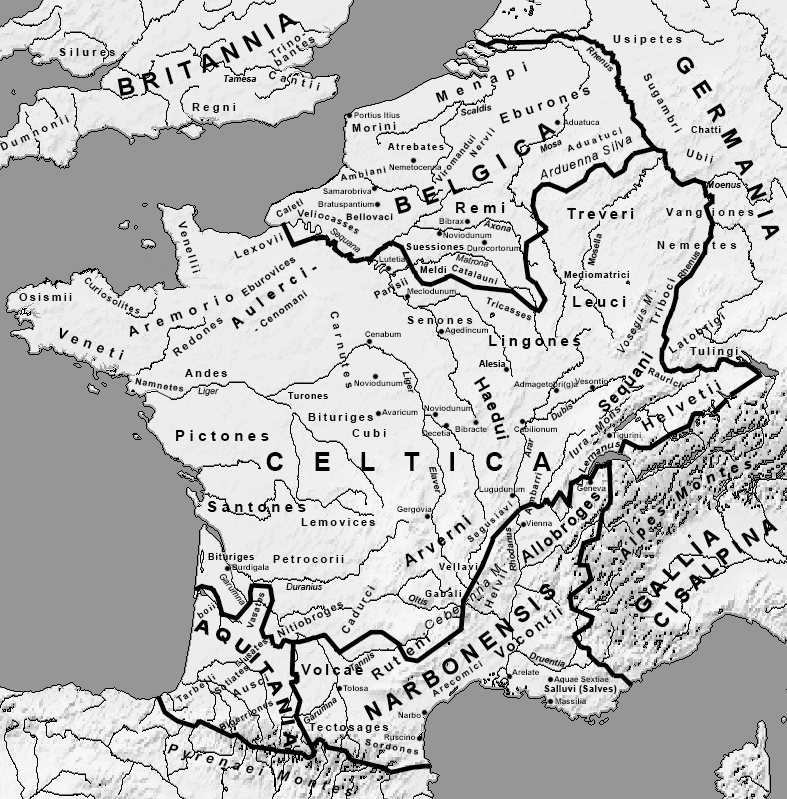
Gallië rond 54 v.Chr., met het gebied van de Petrocorii aangegeven

De Petrocorii waren een Gallische volksstam, die voor hun onderwerping door de Romeinen het gebied in de huidige Périgord bewoonden, tussen de rivieren de Dordogne en de Isle. 
De hoofdplaats van de Petrocorii was Vesunna, het huidige Périgueux. Andere steden in hun territorium waren Corterate, Trajectus en Diolindum. 
Ten westen van hun leefgebied, woonden de Bituriges Cubi in de streek rond het huidige Bordeaux, ten noorden in de Limousin de Lemovices, ten oosten en ten zuidoosten, respectievelijk de Nitiobroges en de Cadurci en in het oosten hadden de Petrocorii hun buren in de machtige Gallische stam der Arverni. 
Zowel Périgueux als de Périgord ontlenen hun namen aan de gelatiniseerde naam van de stam. De naam is van Gallische oorsprong en bestaat uit de woorden "petru-" (vier) en "corii" (leger), derhalve betekenend "de vier legers". 
Strabo vermeldde de Petrocorii in zijn Geographia met de opmerking dat zij fijn ijzerwerk bezaten.